# Nicholas Berg
Pour les articles homonymes, voir Berg.
Nicholas Evan Berg (né le 2 avril 1978 à Philadelphie, États-Unis - mort le 7 mai 2004 à Falloujah en Irak), était un homme d'affaires américain en radiotélécommunications, de confession juive. Après l'invasion américaine de l'Irak en 2003, il vient investir dans le domaine de la radiotélécommunication. Il est enlevé puis décapité en 2004 par Al-Qaïda en Irak. Il aurait été tué de la main d'Abou Moussab Al-Zarqaoui, selon la CIA. Il avait 26 ans.
Selon les services de renseignements américains, Nicholas Berg aurait été tué à Jolan, dans un quartier du nord-ouest de Falloujah.
Le 8 juin 2006, au lendemain de la mort de Zarqaoui dans un bombardement américain, le père de Nick Berg s'est déclaré « peu réconforté » par l'annonce de la mort du chef terroriste, estimant qu'elle serait à l'origine de nouvelles violences en Irak.